# Ankirondro
Ankirondro è una città e comune del Madagascar situata nel distretto di Belo sur Tsiribihina, regione di Menabe. 
La popolazione del comune rilevata nel censimento 2001 era pari a 10 181 unità.